# (7700) Rote Kapelle
(7700) Rote Kapelle (1990 TE8) – planetoida z pasa głównego asteroid okrążająca Słońce w ciągu 4,38 lat w średniej odległości 2,68 j.a. Odkryta 13 października 1990 roku.